# Emili Teixidor i Viladecàs
Emili Teixidor i Viladecàs (Roda de Ter, 22 de desembre de 1932 – Barcelona, 19 de juny de 2012) fou un pedagog, periodista i escriptor en llengua catalana. Fou autor de novel·les com L'ocell de foc (un dels clàssics de la literatura juvenil catalana) i Pa negre (que fou adaptada al cinema per Agustí Villaronga).

## Biografia
Teixidor va néixer el 22 de desembre de 1932 a la població de Roda de Ter (Osona). Va estudiar Dret, Filosofia, lletres, Periodisme i Magisteri–, i esdevingué durant anys professor d'institut. En els seus primers anys de formació va coincidir amb Miquel Martí i Pol a l'escola unitària del poble, amb el qual va iniciar una amistat que perdurà al llarg dels anys. La seva vocació literària va sorgir d'un grup d'amics que es van aficionar a la literatura i van formar la Penya Verdaguer, entre els quals hi havia també Martí i Pol. En els primers anys de treball va fer de mestre a la comarca d'Osona, i posteriorment va fundar amb altres companys l'escola Patmos a Barcelona (1958), la qual va dirigir entre 1958 i 1975.
Emili Teixidor va iniciar la seva producció literària a final de la dècada del 1960, en un moment en què hi havia un buit en la literatura infantil i juvenil catalana. Durant un temps va fer de mestre i escriptor a la vegada. Als anys 1970 va participar en algunes revistes com Cavall Fort, Tretzevents i Oriflama, dirigides al públic infantil i juvenil, i també col·laborà en publicacions periòdiques com el Diari de Barcelona, Presència, Avui, El Punt i El País. També va escriure guions per a ràdio, televisió i cinema i dues adaptacions teatrals de Serafí Pitarra i Santiago Rusiñol. Es va traslladar a viure a París, on va dirigir una revista enciclopèdia en francès i va fer d'editor.
Al llarg de la seva trajectòria professional rebé molts premis literaris. Destaca l'any 1992, quan fou guardonat amb la Creu de Sant Jordi, concedida per la Generalitat de Catalunya. El 23 de febrer de 2012 fou reconegut com a doctor honoris causa per la Universitat de Vic - Universitat Central de Catalunya (UVic-UCC), primera distinció d'aquest tipus que oferia el centre universitari. Morí el 19 de juny de 2012, als setanta-nou anys, a causa d'un càncer.

## Obra literària
Teixidor fou un dels clàssics moderns de la literatura infantil i juvenil. Les seves obres solen estar ambientades a la plana de Vic de la seva infantesa i se centren en temes referents a la situació social del moment, com ara la Guerra Civil espanyola i la postguerra. S'especialitzà en literatura infantil i juvenil, però també escrigué novel·les per a adults. El seu estil denota un ric vocabulari i un bon domini de la tècnica narrativa.
| «                | Abans no existien els nois i noies com a lectors, perquè començaven a treballar als 8 o 9 anys. El gènere és relativament jove, sobretot al nostre país. | » |
| — Emili Teixidor | |   |

Inicià la seva producció literària amb les novel·les infantils i juvenils Les rates malaltes (1967), Dídac, Berta i la màquina de lligar boira (1969) i L'ocell de foc. Totes elles han esdevingut clàssics juvenils, així com la sèrie de novel·les de la formiga Piga. Pel que fa a la narrativa per al públic adult, s'inicià amb el recull de novel·les breu Sic trànsit Glòria Swanson, tot i que l'obra més aclamada va ser Pa negre (2003). Les seves darreres novel·les foren Laura Sants (2006) i Els convidats (2010), les quals també estan ambientades en la postguerra. Teixidor també ha escrit en castellà com Si lo sé no vengo (1985) o la novel·la Las alas de la noche (1988). L'obra d'Emili Teixidor s'ha traduït al castellà, al farsi, al francès, al gallec, al grec, a l'italià, al neerlandès, al polonès, al portuguès i al romanès.
En els darrers anys visità escoles i insituts on recomanà a infants i joves que trobessin moments per escriure i gaudir de la lectura. També apuntà que cal incentivar l'interès per la cultura catalana, en un món cada cop més globalitzat, on sembla que tot el que ve de fora ha de ser millor. Defensà la universitat i, especialment, les disciplines que conformen les humanitats, com un espai de reflexió imprescindible pels temps actuals.
El fons bibliogràfic i documental compilat pel pedagog, escriptor i periodista sempre va estar custodiat pel seu productor. A la seva mort, passà a mans del seu hereu, el Sr. Lluís Fernández Sopena, qui el donà a la Universitat de Vic-Universitat Central de Catalunya i des de l'any 2017 es conserva a la sala Emili Teixidor del Campus de Miramarges i és una de les col·leccions especials de la Biblioteca de la mateixa universitat. Inclou documentació i objectes de la seva vida personal (agendes, certificats, etc.) i professional (manuscrits mecanografiats, guions, premis, etc.), i també la seva biblioteca personal, formada per uns 4.400 volums, sobretot llibres d'assaig i novel·les.

## Obra publicada
La totalitat de l'obra d'Emili Teixidor és la següent:
| - 1969: Dídac, Berta, i la màquina de lligar boira - 1977: Sempre em dic Pere - 1986: En Ranquet i el tresor - 1986: Cada tigre té una jungla - 1987: En Ranquet i els seus amics - 1988: El crim de la Hipotenusa - 1994: Les ales de la nit - 1996: L'amiga més amiga de la formiga Piga - 1998: La formiga Piga es deslloriga - 2000: Contes d'intriga de la formiga Piga - 2001: La volta al món de la formiga Piga - 2003: La rosa, la roca i el llop - 2003: En Ring 1-2-3 i el món nou - 2003: Els secrets de la vida de la formiga Piga - 2004: La formiga Piga lliga - 2005: Quina gana que tinc! - 2006: La botiga de la formiga Piga - 2007: El crim del Triangle Equilàter - 2010: La formiga Piga s'enfonsa en la història - 2012: La formiga Piga va a la biblioteca | - 1967: El soldat plantat - 1967: Les rates malaltes - 1969: Quinze són quinze - 1972: L'ocell de foc - 1980: El príncep Alí - 1983: Frederic, Frederic, Frederic - 1994: Cor de roure - 2001: Amics de mort - 1979: Sic trànsit Glòria Swanson - 1988: Retrat d'un assassí d'ocells - 1992: El primer amor (amb altres autors) - 2000: El llibre de les mosques - 2003: Pa negre (adaptada al cinema) - 2006: Laura Sants - 2010: Els convidats - 1996: Les contraportades d'El Matí de Catalunya Ràdio - 1996: En veu alta - 2007: La lectura i la vida - 2010: Vida de colònia |

## Premis
- 1967: Premi Joaquim Ruyra de narrativa juvenil per Les rates malaltes
- 1980: Premi Crítica Serra d'Or de contes per Sic trànsit Glòria Swanson
- 1992: Premi Creu de Sant Jordi per a la seva trajectòria
- 1995: Crítica Serra d'Or de literatura juvenil per Cor de roure
- 1997: Premi Nacional de literatura infantil i juvenil de les Lletres Espanyoles per L'amiga més amiga de la formiga Piga
- 1999: Premi Sant Jordi de novel·la per El llibre de les mosques
- 2003: Premi Joan Crexells de narrativa per Pa negre
- 2004: Premi Lletra d'Or per Pa negre
- 2004: Premi de Narrativa Maria Àngels Anglada per Pa negre
- 2004: Premi Nacional de Literatura per Pa negre
- 2006: Premi Trajectòria